# Bachy
Bachy ist eine französische Gemeinde mit 1.890 Einwohnern (Stand: 1. Januar 2022) im Département Nord in der Region Hauts-de-France. Sie gehört zum Arrondissement Lille und zum Kanton Templeuve-en-Pévèle. Die Einwohner werden Bachynois und Bachynoises genannt.

## Geographie
Bachy liegt etwa 16 Kilometer südöstlich des Stadtzentrums von Lille an der Grenze zu Belgien. Umgeben wird Bachy von den Nachbargemeinden Wannehain im Norden, Tournai (Belgien) im Nordosten, Rumes (Belgien) im Osten, Mouchin im Süden, Cobrieux im Südwesten und Westen sowie Bourghelles im Westen und Nordwesten.

## Bevölkerungsentwicklung
| Jahr                       | 1962 | 1968 | 1975 | 1982 | 1990 | 1999 | 2006 | 2013 | 2020 |
| Einwohner                  | 864  | 816  | 888  | 1001 | 1134 | 1332 | 1399 | 1605 | 1836 |
| Quellen: Cassini und INSEE |      |      |      |      |      |      |      |      |      |

## Sehenswürdigkeiten
- Kirche Saint-Éloi, 1845 neu errichtet
- Gutshof Dupont

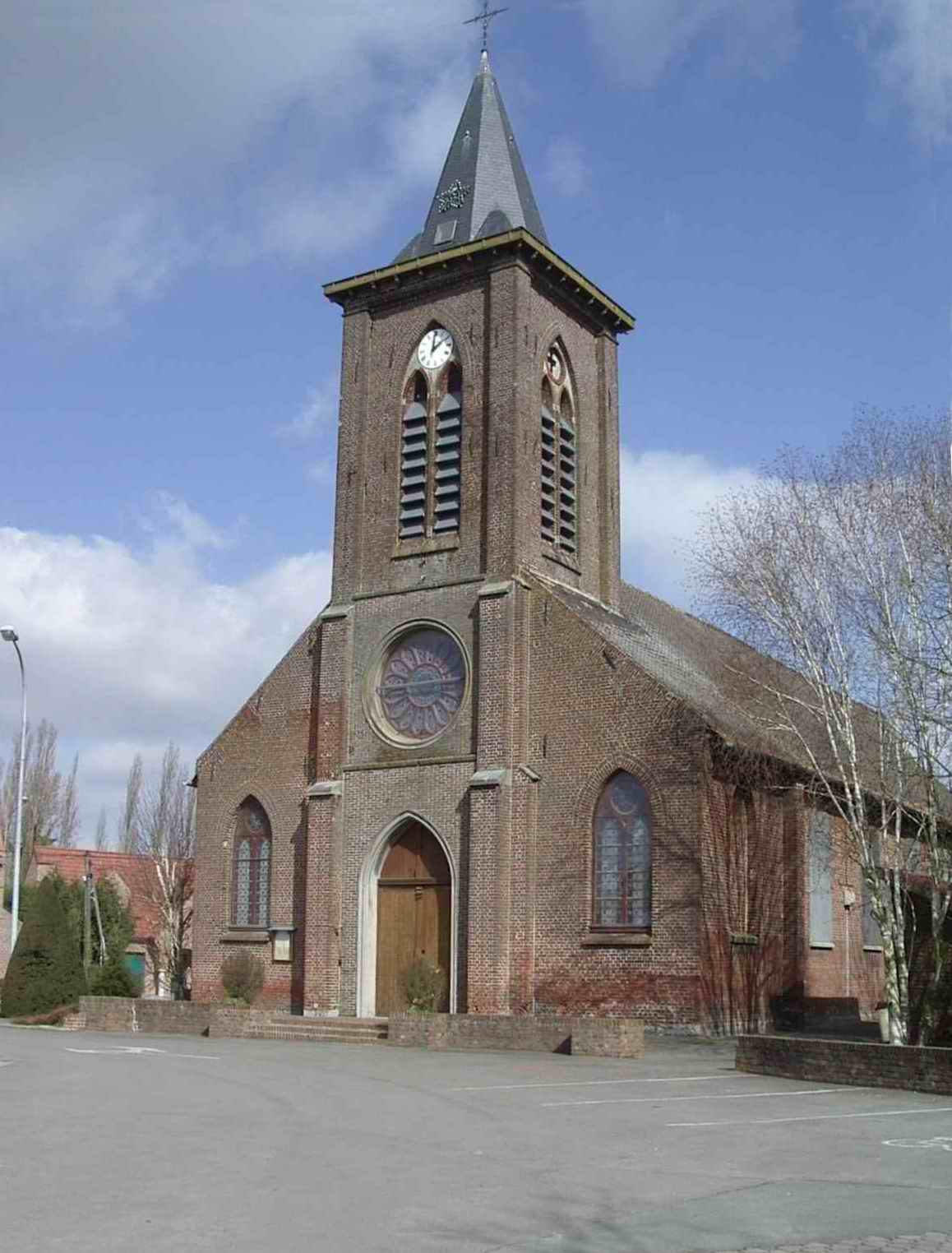
Kirche Saint-Éloi
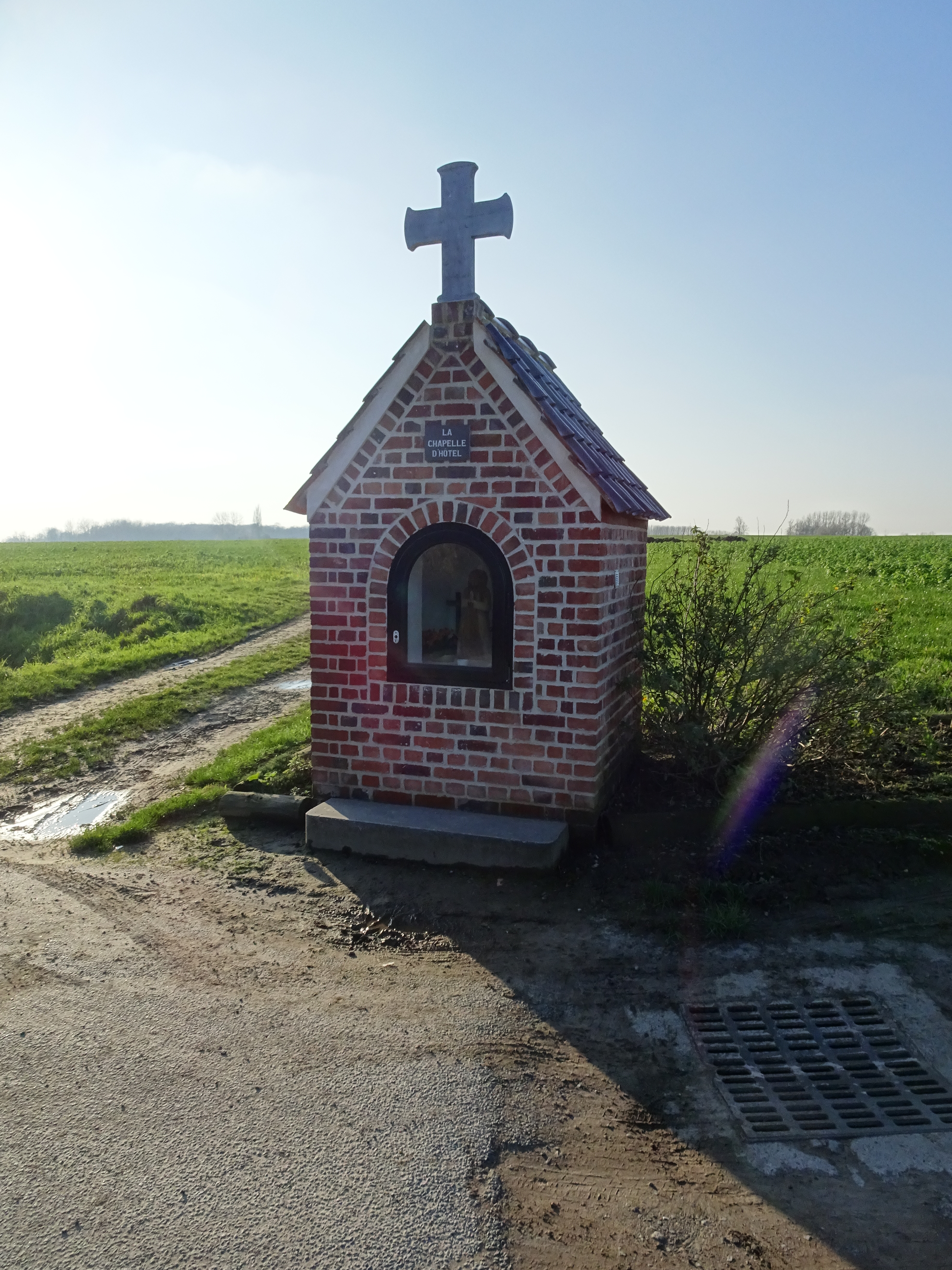
Oratorium im Ortsteil Hôtel
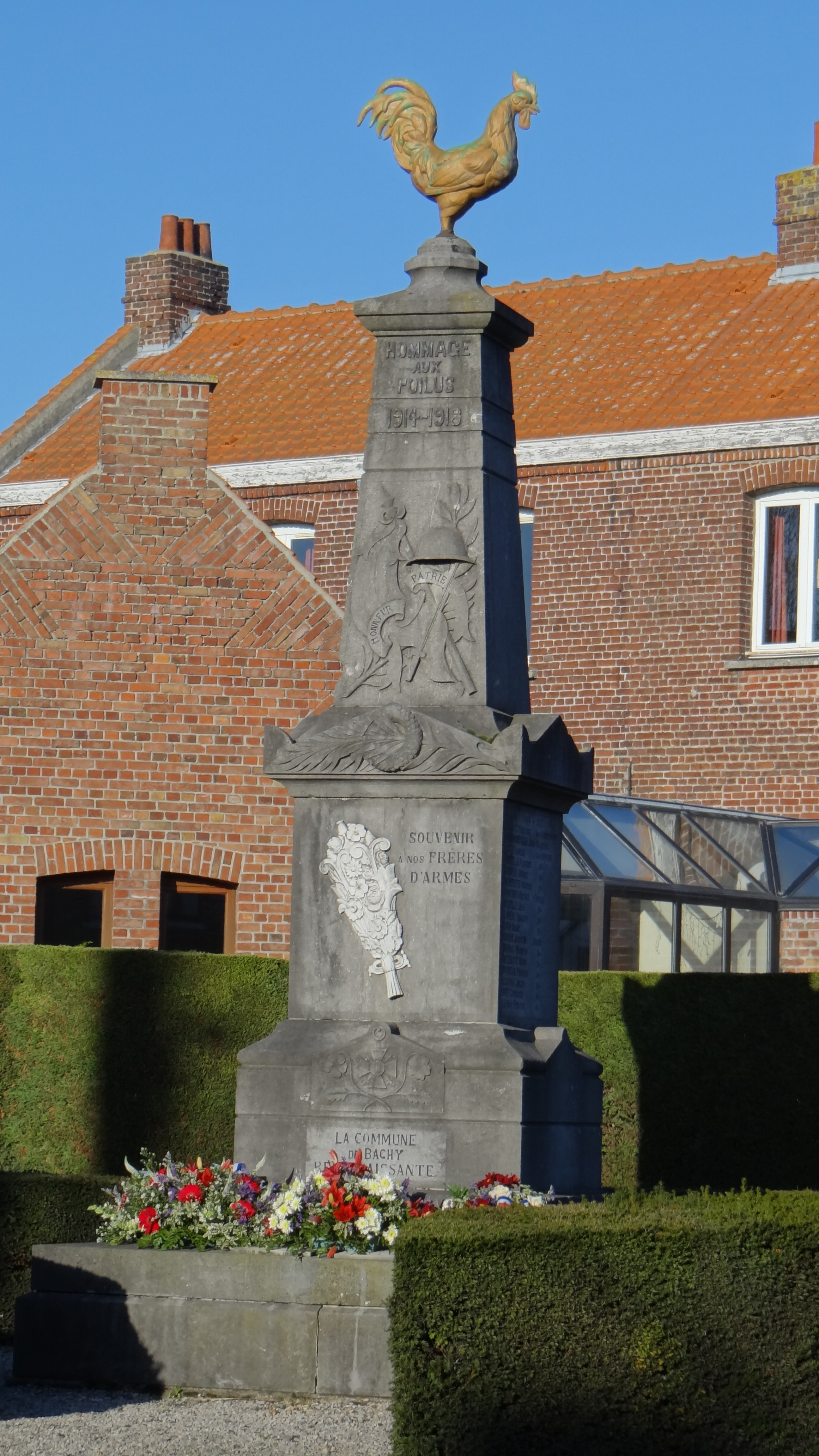
Gefallenendenkmal
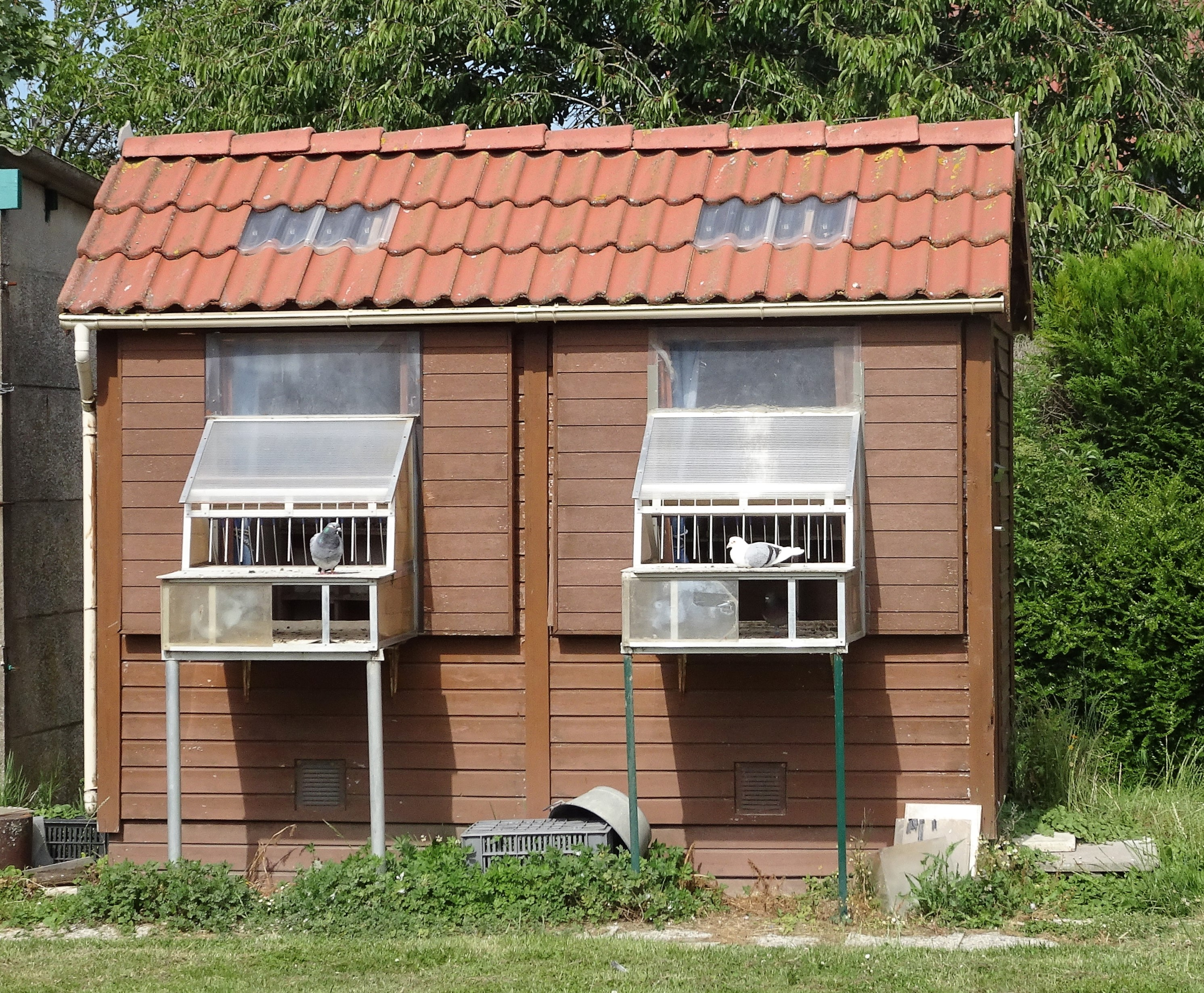
Taubenhaus